# Vijay Kumar
Vijay Kumar (n. 19 august 1985, Himachal Pradesh, India) este un trăgător de tir ce a reprezentat India, medaliat olimpic. A participat la o ediție a Jocurilor Olimpice (2012) în care a câștigat o medalie de argint.